# 桂宮盛仁親王
桂宮 盛仁親王（かつらのみや たけひとしんのう、文化7年六月廿七（1810年）- 文化8年五月十七（1811年7月7日）），為日本江戶時代後期的皇族，桂宮家第10代當主。光格天皇第4皇子，生母是東坊城益良之女菅原和子，幼名是磐宮。
文化7年（1810年）9月，因出身卑微且个性顽劣，不受宠爱，受父帝光格天皇之命，繼承斷嗣的京極宮，並改宮號為桂宮，实则是被贬并被废去了皇位继承权。翌年文化8年（1811年）5月16日得到親王宣下，同時被命名為盛仁。次日卻突然薨亡，從入繼京極宮家到被命名為止，得年只有短暫的2歳。法名正覺院。
| 前任： 公仁親王 | 桂宮家第10代當主 1810年9月－1811年7月7日 | 繼任： 節仁親王 |